# Nicias de Nicea
Nicias (en griego antiguo: Νικίας) de Nicea, fue un biógrafo e historiador de los antiguos filósofos griegos. No se sabe nada de su vida, pudo haber vivido en el siglo I a. C. o siglo I d. C. Es mencionado repetidamente por Ateneo. Su principal obra parece haber sido una Sucesión de filósofos (en griego: Διαδοχαί), una historia de las diversas escuelas filosóficas. Ateneo menciona también una obra Sobre los filósofos (en griego: Περὶ τῶν Φιλοσοφῶν), También se hace referencia a una tercera obra, una Historia de Arcadia (en griego: Ἀρκαδικά), pero no está claro si se trata de este Nicias.